# هوشي تورو
هوشي تورو هو محامي وسياسي ياباني، ولد في 19 مايو 1850 في إيدو في اليابان، وتوفي في 21 يونيو 1901 في طوكيو في اليابان. نشط حزبياً في Kenseikai ‏. وقد انتخب عضو مجلس النواب الياباني ‏ وانتخب Speaker of the House of Representatives (Japan) ‏.